# Gruberscharten-Biwak
Das Gruberscharten-Biwak ist eine Biwakschachtel des Österreichischen Gebirgsvereins des ÖAV an der Gruberscharte in der Glocknergruppe, dem mittleren Teil der Hohen Tauern in Österreich. Das Biwak befindet sich auf 3104 m ü. A. oberhalb der Scharte zwischen der Klockerin und dem Großen Bärenkopf.

## Geschichte
Das Biwak vom Typ „Poly-Biwak“ besteht aus verschraubten glasfaserverstärkten Kunststoffplatten und wurde 1970 aufgestellt. Es ist in gutem Zustand (Frühling 2025) und bietet Platz für neun Personen. Die Biwakschachtel war von Juni 2013 bis Juli 2014 wegen Renovierungsarbeiten nur bedingt benutzbar. Die Arbeiten wurden von einem ehrenamtlichen Team durchgeführt.

## Lage

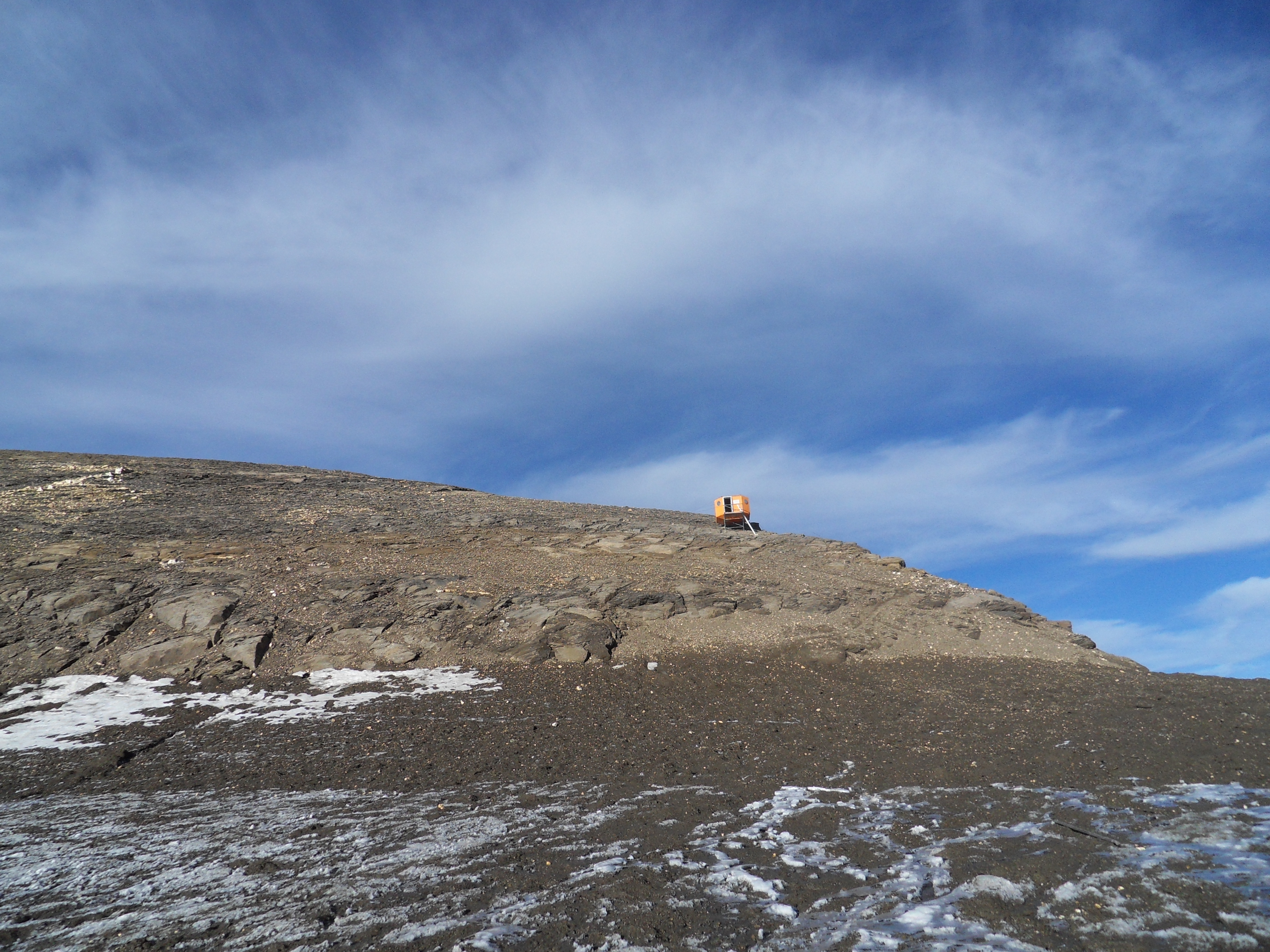
Die Gruberscharte mit Biwak (im Hintergrund)

Das Biwak ist von Ferleiten zu erreichen (6½ Stunden), von der Schwarzenberghütte (2 Stunden), der Oberwalderhütte (2½ Stunden) und dem Heinrich-Schwaiger-Haus (3 Stunden).